# 徳光&所の世界記録工場
『徳光&所の世界記録工場』（とくみつところのせかいきろくこうじょう）とは日本テレビ系列で2006年から2010年まで放送されたスポーツバラエティ特別番組である。

## 概要
2005年まで放送されていた『徳光&所のスポーツえらい人グランプリ』に代わり、様々な種目で世界記録を製造しようというコンセプトで2006年から放送されている。西武ドームや東京ビッグサイト、幕張メッセなどの特設会場で収録され、様々なジャンルのアスリートを招き、ギネス記録へ挑戦する企画や芸能人がプロ野球選手やソフトボール日本代表選手と対決する企画などが放送されている。野球企画には亀梨和也がレギュラー出演している。
『24時間テレビ 「愛は地球を救う」』の深夜枠にも特別版が放送されている。

## 司会
- 徳光和夫
- 所ジョージ

## 放送日
| 回数   | 放送日時                    | 視聴率                                        | 備考 |
| ------ | --------------------------- | --------------------------------------------- | --- |
| 第1回  | 2006年1月7日21:00 - 23:24   | 16.6%                                         | |
| 第2回  | 2006年3月25日20:30 - 22:24  | 12.3%                                         | |
| 第3回  | 2007年1月2日18:00 - 21:00   | 9.5%                                          | |
| 第4回  | 2008年1月2日21:00 - 23:30   | 13.0%                                         | |
| 第5回  | 2008年12月29日18:30 - 20:54 | 10.5%（18:30 - 19:00） 15.2%（19:00 - 20:54） | |
| 第6回  | 2010年1月4日21:00 - 23:18   | 14.4%                                         | |
| 第7回  | 2010年4月3日21:00 - 22:54   | 11.1%                                         | |
| 第8回  | 2010年12月29日21:00 - 23:30 | 11.0%                                         | |
| 特別版 | 2011年3月25日19:00 - 20:54  | 9.8%                                          | 東日本大震災の影響で、プロ野球開幕戦中継延期に伴う穴埋め番組として『究極ドリームバトル 史上空前の3大決戦!』の番組名で放送。 『中居正広の7番勝負!超一流アスリートVS芸能人どっちが勝つの?SP』と合わせた過去の傑作選でスタジオ収録はなし。 |

## スタッフ
2010年4月3日放送分
- 総合演出・企画：髙橋利之
- 構成：村上卓史、長田聖一郎、渡辺哲夫、藤原琢也、村上知行、鈴木浩介
- TM：佐治佳一（第6回-）
- TD：小沢俊博（第7回）
- CAM：石渡裕二（第4,7回）、海野太郎（第7回）
- VE：飯島章夫、柳澤圭祐（共に第7回）
- 音声：大場悟（第1,2,6回-）、清水新太郎（第2回-）
- VTR：伊藤貴史（第7回）
- モニター：吉邑光司（第6回-）
- 技術協力：NiTRo（第4回-）、ジャパンテレビ（第1回-）、KYORITZ（第4回-）、CUE-UP（第4回-）
- 美術：高津光一郎（第1回-）
- デザイン：本田恵子（第1回-）
- 照明：安井雅子（第7回）
- 美術協力：日テレアート（第2回-）
- CG制作：キャニットG
- 編集：今坂正純（第1回-）、中出祐樹（第4回-）、三宅昌明（第1,2,6回-）
- VTR編集：廣川秀樹（第1回-）、糸山堅太（第1,2,6回-）、金賢美（第4,7回）、細野昌美（第7回）
- MA：駒路健一（第1回-）、小林陽子（第6回-）
- 音効：加藤つよし（第1回-）、小平英司（第4回-）
- リサーチ：小林清人（第1回-）
- 広報：鎌田淳平（第7回）
- TK：矢島由紀子（第1回-）
- 中継ディレクター：鶴田史隆（第6回-）、松居哲郎（第4,7回、第1,2回はディレクター）
- AD：藤原美香（第4回-）、渡辺雄一（第7回）、大野諭史（第6回-）、申束珠（第4,6回-）
- ディレクター：吉村真人（第1回-）、西村明浩（第2回-、第1回はAD）、長谷川孝（第2回-）、藤田飛鳥（第4回-）、藤本直樹（第1回-）、増田貴也（第7回）、寺嶋重人（第6回-）、鈴木孝弥（第7回、第6回はAD）、柏木美宏（第1回-）
- 演出：熊谷暁夫（第1回-）
- プロデューサー：伊東修（第2回-） ／ 手島理紀（第6回-）、五十嵐貢（第2回-）、栄永英幸（第6回-）、金佐智絵（第4回-）、古城戸利香（栄永・古城戸→第2回はディレクター）
- チーフプロデューサー：実成俊也（第7回）
- 制作協力：AX-ON（旧・第1回は日テレ映像センター）、myplan（第2回-）、Passion、アガサス（アガサス→第1回-）
- 製作著作：日本テレビ

### 過去のスタッフ
- TM：古井戸博（第1-4回）
- TD：鈴木康夫（第1回）、正井祥二郎（第1,2回）、平間良一（第2回、第1回はTP）、加藤浩（第4回）、三沢津代志（第6回、第4回はSW）
- SW：塚越勲（第1回）、山根寿彦（第1,2回）、小林宏義（第2回、第1回はCAM）、望月達史（第1,4,6回）
- CAM：鈴木康雄（第1回）、青木謙一（第1,2回）、芝山栄一（第2回）、小泉明浩（第2,4,6回）、大庭茂嗣（第6回）
- VE：牛山敏彦、三崎美貴（共に第4回）、沼田広美、夏越一徳（共に第6回）
- 音声：丹野建治（第1回）、岡田洋一（第1,2回）
- 照明：谷田部恵美、四野宮伸恭（共に第1,2回）、内藤晋（第4回）、小川勉（第6回）
- VTR編集：村山裕子、井上誠一郎（共に第1,2,4回）、佐藤宏昭、坂本久志（共に第6回）
- MA：久米川広成（第1,2回）
- 音効：岩切真由美（第1,2回）
- 広報：村上淳一（第1,4,6回）、上村哲也（第2回）
- デスク：並木梢（第1,2回）
- 技術協力：東通（第1回）、日本テレビビデオ（第1,2回）
- AD：橘俊樹、平藪直樹、三浦和吉（共に第1回）、神戸謙太郎、谷光雄、松田裕人（共に第2回）、岡本佳子、森澤隆志、清鶴耕平（共に第4回）、藤島幸輔、中川雅大、正田志保（共に第6回）
- 中継ディレクター：道坂忠久、荻野陽介、大澤昌弘（共に第1回）、佐々木聡史（第2回）、近岡佳世、外石隆幸、富田潤一郎（共に第4回）、藤木一葉、長田卓也（共に第6回）
- ディレクター
  - 第1回：井村直樹、宮﨑文夫、紀内良彦、藤原重孝、高橋幸嗣、森俊憲、望月浩平、川田真之、後藤範之、福田浩一郎
  - 第2回：谷口欽也、井村直樹、紀内良彦、木村拓也（木村→第1回は演出）、土谷幸弘、北川俊介、藤原重孝、後藤範之、土生直樹、福田浩一郎
  - 第4回：藤野一樹、鈴木孝志
  - 第6回：高橋淳、小豆川淳
- プロデューサー：若月寿朗（第1,2回）、池上昌志（第4回、第2回は中継ディレクター）／小幡英司（第1回）、加茂忠夫、光岡裕子（共に第1,2回）
- チーフプロデューサー：長尾泰希（第1-3,6回）→今村司（第4回）
- 制作協力：安寿（第1回）、トラストクリエイション（第1,2回）

## 関連番組
- 徳光&所のスポーツえらい人グランプリ
- 中居正広の7番勝負!超一流アスリートVS芸能人どっちが勝つの?SP - 同じく日本テレビ・スポーツ局制作の年末年始特別番組。